# Natație la Jocurile Olimpice de vară din 1984

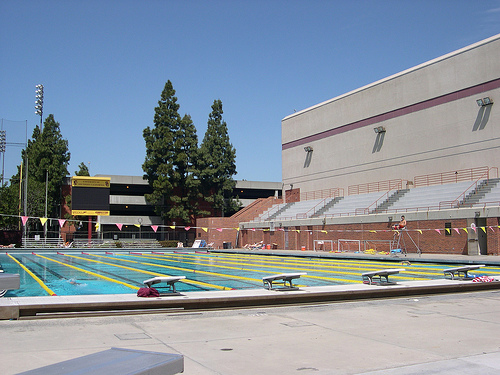
Stadionul olimpic de înot McDonald's

Probele sportive de natație la Jocurile Olimpice de vară din 1984 au avut loc între 29 iulie și 4 august 1984 pe Stadionul olimpic de înot McDonald's.

## Rezultate

### Masculin
| Probă sportivă               | Aur | Aur        | Argint | Argint   | Bronz | Bronz    |
| 100 m liber detalii          | Rowdy Gaines · Statele Unite ale Americii (USA) | 49,80 RO   | Mark Stockwell · Australia (AUS)                                                                             | 50,24    | Per Johansson · Suedia (SWE)                                                                                     | 50,31    |
| 200 m liber detalii          | Michael Groß · Germania de Vest (FRG) | 1:47,44 RM | Mike Heath · Statele Unite ale Americii (USA)                                                                | 1:49,10  | Thomas Fahrner · Germania de Vest (FRG)                                                                          | 1:49,69  |
| 400 m liber detalii          | George DiCarlo · Statele Unite ale Americii (USA) | 3:51,23    | John Mykkanen · Statele Unite ale Americii (USA)                                                             | 3:51,49  | Justin Lemberg · Australia (AUS)                                                                                 | 3:51,79  |
| 1500 m liber detalii         | Mike O'Brien · Statele Unite ale Americii (USA) | 15:05,20   | George DiCarlo · Statele Unite ale Americii (USA)                                                            | 15:10,59 | Stefan Pfeiffer · Germania de Vest (FRG)                                                                         | 15:12,11 |
| 100 m spate detalii          | Rick Carey · Statele Unite ale Americii (USA) | 55,79      | Dave Wilson · Statele Unite ale Americii (USA)                                                               | 56,35    | Mike West · Canada (CAN)                                                                                         | 56,49    |
| 200 m spate detalii          | Rick Carey · Statele Unite ale Americii (USA) | 2:00,23    | Frédéric Delcourt · Franța (FRA)                                                                             | 2:01,75  | Cameron Henning · Canada (CAN)                                                                                   | 2:02,37  |
| 100 m bras detalii           | Steve Lundquist · Statele Unite ale Americii (USA) | 1:01,65 RM | Victor Davis · Canada (CAN)                                                                                  | 1:01,99  | Peter Evans · Australia (AUS)                                                                                    | 1:02,97  |
| 200 m bras detalii           | Victor Davis · Canada (CAN) | 2:13,34 RM | Glenn Beringen · Australia (AUS)                                                                             | 2:15,79  | Étienne Dagon · Elveția (SUI)                                                                                    | 2:17,41  |
| 100 m fluture detalii        | Michael Groß · Germania de Vest (FRG) | 53,08 RM   | Pablo Morales · Statele Unite ale Americii (USA)                                                             | 53,23    | Glenn Buchanan · Australia (AUS)                                                                                 | 53,85    |
| 200 m fluture detalii        | Jon Sieben · Australia (AUS) | 1:57,04 RM | Michael Groß · Germania de Vest (FRG)                                                                        | 1:57,40  | Rafael Vidal · Venezuela (VEN)                                                                                   | 1:57,51  |
| 200 m mixt detalii           | Alex Baumann · Canada (CAN) | 2:01,42 RM | Pablo Morales · Statele Unite ale Americii (USA)                                                             | 2:03,05  | Neil Cochran · Marea Britanie (GBR)                                                                              | 2:04,38  |
| 400 m mixt detalii           | Alex Baumann · Canada (CAN) | 4:17,41 RM | Ricardo Prado · Brazilia (BRA)                                                                               | 4:18,45  | Rob Woodhouse · Australia (AUS)                                                                                  | 4:20,50  |
| 4x100 m liber detalii        | Statele Unite ale Americii (USA) · Chris Cavanaugh · Mike Heath · Matt Biondi · Rowdy Gaines · Tom Jager* · Robin Leamy*                                      | 3:19,03 RM | Australia (AUS) · Greg Fasala · Neil Brooks · Michael Delany · Mark Stockwell ·                              | 3:19,68  | Suedia (SWE) · Thomas Lejdström · Per Johansson · Bengt Baron · Mikael Örn · Rikard Milton* · Michael Söderlund* | 3:22,69  |
| 4x200 m liber detalii        | Statele Unite ale Americii (USA) · Mike Heath · David Larson · Jeff Float · Bruce Hayes · Geoff Gaberino* · Richard Saeger*                                   | 7:15,69 RM | Germania de Vest (FRG) · Thomas Fahrner · Dirk Korthals · Alexander Schowtka · Michael Groß · Rainer Henkel* | 7:15,73  | Marea Britanie (GBR) · Neil Cochran · Paul Easter · Paul Howe · Andrew Astbury                                   | 7:24,78  |
| 4x100 m mixt ștafetă detalii | Statele Unite ale Americii (USA) · Rick Carey · Steve Lundquist · Pablo Morales · Rowdy Gaines · Dave Wilson* · Richard Schroeder* · Mike Heath* · Tom Jager* | 3:39,30 RM | Canada (CAN) · Mike West · Victor Davis · Tom Ponting · Sandy Goss ·                                         | 3:43,23  | Australia (AUS) · Mark Kerry · Peter Evans · Glenn Buchanan · Mark Stockwell · Jon Sieben* · Neil Brooks*        | 3:43,25  |

*Sportivul a participat doar la calificări, dar a primit o medalie.

### Feminin
| Probă sportivă        | Aur | Aur        | Argint | Argint  | Bronz                                                                                         | Bronz   |
| 100 m liber detalii   | Carrie Steinseifer · Statele Unite ale Americii (USA) | 55,92      | |         | Annemarie Verstappen · Olanda (NED)                                                           | 56,08   |
| 100 m liber detalii   | Nancy Hogshead · Statele Unite ale Americii (USA) | 55,92      | |         | Annemarie Verstappen · Olanda (NED)                                                           | 56,08   |
| 200 m liber detalii   | Mary Wayte · Statele Unite ale Americii (USA) | 1:59,23    | Cynthia Woodhead · Statele Unite ale Americii (USA)                                                        | 1:59,50 | Annemarie Verstappen · Olanda (NED)                                                           | 1:59,69 |
| 400 m liber detalii   | Tiffany Cohen · Statele Unite ale Americii (USA) | 4:07,10 RO | Sarah Hardcastle · Marea Britanie (GBR)                                                                    | 4:10,29 | June Croft · Marea Britanie (GBR)                                                             | 4:11,49 |
| 800 m liber detalii   | Tiffany Cohen · Statele Unite ale Americii (USA) | 8:24,95 RO | Michele Richardson · Statele Unite ale Americii (USA)                                                      | 8:30,73 | Sarah Hardcastle · Marea Britanie (GBR)                                                       | 8:32,60 |
| 100 m spate detalii   | Theresa Andrews · Statele Unite ale Americii (USA) | 1:02,55    | Betsy Mitchell · Statele Unite ale Americii (USA)                                                          | 1:02,63 | Jolanda de Rover · Olanda (NED)                                                               | 1:02,91 |
| 200 m spate detalii   | Jolanda de Rover · Olanda (NED) | 2:12,38    | Amy White · Statele Unite ale Americii (USA)                                                               | 2:13,04 | Anca Pătrășcoiu · România (ROM)                                                               | 2:13,29 |
| 100 m bras detalii    | Petra van Staveren · Olanda (NED) | 1:09,88 RO | Anne Ottenbrite · Canada (CAN)                                                                             | 1:10,69 | Catherine Poirot · Franța (FRA)                                                               | 1:10,70 |
| 200 m bras detalii    | Anne Ottenbrite · Canada (CAN) | 2:30,38    | Susan Rapp · Statele Unite ale Americii (USA)                                                              | 2:31,15 | Ingrid Lempereur · Belgia (BEL)                                                               | 2:31,40 |
| 100 m fluture detalii | Mary T. Meagher · Statele Unite ale Americii (USA) | 59,26      | Jenna Johnson · Statele Unite ale Americii (USA)                                                           | 1:00,19 | Karin Seick · Germania de Vest (FRG)                                                          | 1:01,36 |
| 200 m fluture detalii | Mary T. Meagher · Statele Unite ale Americii (USA) | 2:06,90 RO | Karen Phillips · Australia (AUS)                                                                           | 2:10,56 | Ina Beyermann · Germania de Vest (FRG)                                                        | 2:11,91 |
| 200 m mixt detalii    | Tracy Caulkins · Statele Unite ale Americii (USA) | 2:12,64 RO | Nancy Hogshead · Statele Unite ale Americii (USA)                                                          | 2:15,17 | Michelle Pearson · Australia (AUS)                                                            | 2:15,92 |
| 400 m mixt detalii    | Tracy Caulkins · Statele Unite ale Americii (USA) | 4:39,24    | Suzanne Landells · Australia (AUS)                                                                         | 4:48,30 | Petra Zindler · Germania de Vest (FRG)                                                        | 4:48,57 |
| 4x100 m liber detalii | Statele Unite ale Americii (USA) · Jenna Johnson · Carrie Steinseifer · Dara Torres · Nancy Hogshead · Jill Sterkel* · Mary Wayte* ·                                            | 3:43,43    | Olanda (NED) · Annemarie Verstappen · Desi Reijers · Elles Voskes · Conny van Bentum · Wilma van Velsen* · | 3:44,40 | Germania de Vest (FRG) · Iris Zscherpe · Susanne Schuster · Christiane Pielke · Karin Seick · | 3:45,56 |
| 4x100 m mixt detalii  | Statele Unite ale Americii (USA) · Theresa Andrews · Tracy Caulkins · Mary T. Meagher · Nancy Hogshead · Betsy Mitchell* · Susan Rapp* · Jenna Johnson* · Carrie Steinseifer* · | 4:08,34    | Germania de Vest (FRG) · Svenja Schlicht · Ute Hasse · Ina Beyermann · Karin Seick ·                       | 4:11,97 | Canada (CAN) · Reema Abdo · Anne Ottenbrite · Michelle MacPherson · Pamela Rai ·              | 4:12,98 |

* Sportiva a participat doar la calificări, dar a primit o medalie.

## Clasament pe medalii
| Loc   | Țară                       | Aur | Argint | Bronz | Total |
| ----- | -------------------------- | --- | ------ | ----- | ----- |
| 1     | Statele Unite ale Americii | 21  | 13     | 0     | 34    |
| 2     | Canada                     | 4   | 3      | 3     | 10    |
| 3     | Germania de Vest           | 2   | 3      | 6     | 11    |
| 4     | Olanda                     | 2   | 1      | 3     | 6     |
| 5     | Australia                  | 1   | 5      | 6     | 12    |
| 6     | Marea Britanie             | 0   | 1      | 4     | 5     |
| 7     | Franța                     | 0   | 1      | 1     | 2     |
| 8     | Brazilia                   | 0   | 1      | 0     | 1     |
| 9     | Suedia                     | 0   | 0      | 2     | 2     |
| 10    | Belgia                     | 0   | 0      | 1     | 1     |
| 10    | Chile                      | 0   | 0      | 1     | 1     |
| 10    | România                    | 0   | 0      | 1     | 1     |
| 10    | Venezuela                  | 0   | 0      | 1     | 1     |
| Total | Total                      | 30  | 28     | 29    | 87    |